# Maxwell Elgert
Maxwell David Elgert (* 31. August 1998 in Athabasca, Alberta) ist ein kanadischer Volleyballspieler.

## Karriere
Elgert begann seine Karriere an der Edwin Parr Composite High School. Von 2016 bis 2022 studierte er an der University of Alberta und spielte in der Universitätsmannschaft Golden Bears. Nach seinem Studium ging er zum polnischen Zweitligisten BKS Bydogoszcz. Der Zuspieler gehörte auch zum erweiterten Kader der kanadischen Nationalmannschaft. 2023 wurde Elgert vom deutschen Bundesligisten SVG Lüneburg verpflichtet. Mit dem Verein kam er im DVV-Pokal 2023/24 ins Halbfinale. International spielte Lüneburg zunächst in der Champions League und erreichte dann das CEV-Pokalfinale. In der Bundesliga kam die SVG als Tabellenvierter in die Playoffs.